# Björntjärnen (Anundsjö socken, Ångermanland, 705328-158149)
Björntjärnen är en sjö i Örnsköldsviks kommun i Ångermanland och ingår i Moälvens huvudavrinningsområde.